# Ammodiscus
Ammodiscus, en ocasiones erróneamente denominado Arammodiscum, es un género de foraminífero bentónico de la subfamilia Ammodiscinae, de la familia Ammodiscidae, de la superfamilia Ammodiscoidea, del suborden Ammodiscina y del orden Astrorhizida. Su especie-tipo es Ammodiscus infimus. Su rango cronoestratigráfico abarca desde el silúrico hasta la actualidad.

## Discusión
Clasificaciones previas incluían Ammodiscus en el suborden Textulariina del orden Textulariida.

## Clasificación
Se han descrito numerosas especies de Ammodiscus. Entre las especies más interesantes o más conocidas destacan:
- Ammodiscus archimedis
- Ammodiscus cretaceus
- Ammodiscus finlayi
- Ammodiscus gaultinus
- Ammodiscus infimus
- Ammodiscus pennyi

Un listado completo de las especies descritas en el género Ammodiscus puede verse en el siguiente anexo.
En Ammodiscus se han considerado los siguientes subgéneros:
- Ammodiscus (Gordiammina), aceptado como género Gordiammina
- Ammodiscus (Hemidiscus), aceptado como género Hemidiscus
- Ammodiscus (Psammophis), aceptado como género Psammophis
- Ammodiscus (Rectoammodiscus), aceptado como género Rectoammodiscus